# 카넬로네스

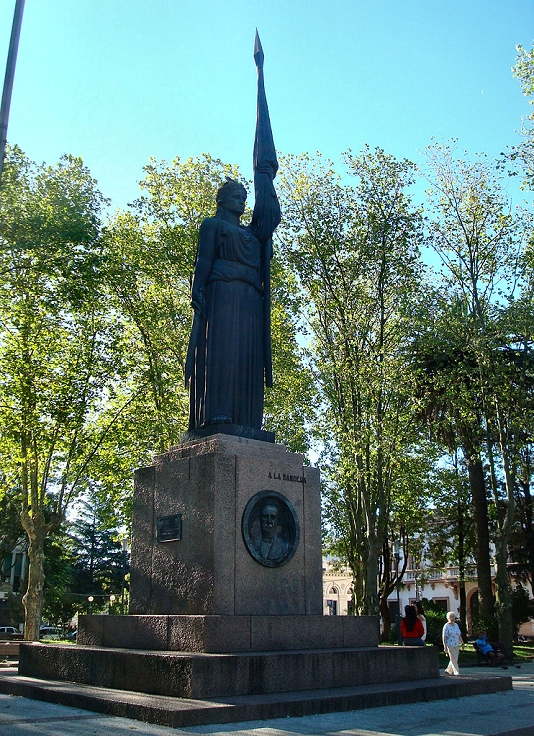
카넬로네스에 있는 기념 조각상

카넬로네스(스페인어: Canelones)는 우루과이 남부에 위치한 도시로 카넬로네스주의 주도이며 높이는 29m, 인구는 19,865명(2011년 기준)이다.

## 같이 보기
- 카넬로네스주